# Aglientu
Aglientu är en ort och kommun i provinsen Sassari i regionen Sardinien i Italien. Kommunen hade 1 249 invånare (2017).